# Votations fédérales de 2013 en Suisse
Onze votations fédérales ont été organisées en 2013 en Suisse.

## Mois de mars
Le 3 mars 2013, trois objets sont soumis à la votation : une initiative populaire et deux référendums.
1. Un référendum sur la politique familiale
  - Le nouvel article constitutionnel propose d'imposer à la Confédération et aux cantons de promouvoir les conditions permettant de concilier la vie familiale avec l'exercice d'une activité lucrative ou avec une formation[1].
2. Un référendum portant sur la modification de la loi sur l’aménagement du territoire
  - La modification vise à réduire les zones à bâtir surdimensionnées et ainsi à freiner le grignotage du territoire. (contre-projet direct à l’initiative populaire « Pour le paysage »)[1]
3. L'Initiative populaire « contre les rémunérations abusives »
  - L'initiative vise à ajouter un nouvel alinéa à l'article 95 de la Constitution fédérale pour obliger toutes les sociétés anonymes suisses à faire voter l'ensemble des rémunérations « du conseil d'administration, de la direction et du comité consultatif » par l'assemblée générale et pour interdire les indemnités de départ, les rémunérations anticipées (dites primes d'entrée) ainsi que les primes d'achat ou de vente d'entreprise pour les membres de ces organes, sous peine de trois ans de prison au plus et d'une amende pouvant atteindre « six rémunérations annuelles »[2].

### Résultats
| Question                            | Pour      | Pour  | Contre    | Contre | Invalide/ blanc | Total     | Inscrits  | Partici- pation | Cantons pour | Cantons pour | Cantons contre | Cantons contre | Résultat |
| Question                            | Votes     | %     | Votes     | %      | Invalide/ blanc | Total     | Inscrits  | Partici- pation | Entiers      | Demi         | Entiers        | Demi           | Résultat |
| ----------------------------------- | --------- | ----- | --------- | ------ | --------------- | --------- | --------- | --------------- | ------------ | ------------ | -------------- | -------------- | -------- |
| Politique familiale                 | 1,283,951 | 54.35 | 1,078,531 | 45.65  | 49,613          | 2,412,095 | 5,174,680 | 46.61           | 9            | 2            | 11             | 4              | Refusée  |
| Aménagement du territoire           | 1,476,942 | 62.89 | 871,514   | 37.11  | 58,331          | 2,406,787 | 5,174,680 | 46.51           |              |              |                |                | Acceptée |
| Rémunérations abusives              | 1,616,184 | 67.96 | 761,975   | 32.04  | 40,666          | 2,418,825 | 5,174,680 | 46.74           | 20           | 6            | 0              | 0              | Acceptée |
| Source: Gouvernement Suisse 1, 2, 3 |           |       |           |        |                 |           |           |                 |              |              |                |                |          |

## Mois de juin
Le 9 juin 2013, deux objets sont soumis à la votation : une initiative populaire et un référendum.
1. L'Initiative populaire « Élection du Conseil fédéral par le peuple »
  - L'initiative propose de modifier plusieurs articles de la Constitution fédérale dans le but de faire élire les membres du Conseil fédéral dans une élection majoritaire à deux tours tous les trois ans, en lieu et place de l'élection par le parlement. Le président de la Confédération serait en outre élu par le Conseil fédéral, et non plus par le Parlement.
2. Un référendum portant sur l'accélération par le Parlement de la procédure d'asile, ce dernier ayant révisé la loi sur l'asile et déclaré urgentes plusieurs mesures de la révision[3].

### Résultats
| Question                         | Pour      | Pour  | Contre    | Contre | Invalide/ blanc | Total     | Inscrits  | Partici- pation | Cantons pour | Cantons pour | Cantons contre | Cantons contre | Résultat |
| Question                         | Votes     | %     | Votes     | %      | Invalide/ blanc | Total     | Inscrits  | Partici- pation | Entiers      | Demi         | Entiers        | Demi           | Résultat |
| -------------------------------- | --------- | ----- | --------- | ------ | --------------- | --------- | --------- | --------------- | ------------ | ------------ | -------------- | -------------- | -------- |
| Loi sur l'asile                  | 1,573,007 | 78.45 | 432,174   | 21.55  | 38,911          | 2,044,092 | 5,184,426 | 39.43           |              |              |                |                | Acceptée |
| Élection au scrutin direct       | 480,291   | 23.66 | 1,550,080 | 76.34  | 18,293          | 2,048,664 | 5,184,426 | 39.52           | 0            | 0            | 20             | 6              | Rejetée  |
| Source: Gouvernement Suisse 1, 2 |           |       |           |        |                 |           |           |                 |              |              |                |                |          |

## Mois de septembre
Le 22 septembre 2013, trois objets sont soumis à la votation : une initiative populaire et deux référendums.
1. L'Initiative populaire « Oui à l'abrogation du service militaire obligatoire »
  - L'initiative propose de modifier l'article 59 de la Constitution fédérale pour supprimer l'obligation de servir au service militaire, à la protection civile ainsi qu'au service civil. Elle prévoit également de dédommager par une aide financière les personnes ayant été « atteintes dans leur santé dans l'accomplissement d'un service ».
2. Un référendum facultatif portant sur la lutte contre les maladies transmissibles de l'homme (loi sur les épidémies)
  - La loi sur les épidémies vise à dépister, prévenir, et combattre les maladies transmissibles[4].
3. Un référendum portant modification de la loi sur le travail
  - Le projet inscrit dans la Ioi sur le travail une base IégaIe qui permet aux magasins de stations-service situés sur les aires d'autoroutes ou le long d'axes de circulation importants fortement fréquentés par les voyageurs d‘employer du personnel 24 heures sur 24, à condition que les marchandises et les prestations qu‘ils proposent répondent principalement aux besoins des voyageurs[4].

### Résultats
| Question                            | Pour      | Pour | Contre    | Contre | Invalide/ blanc | Total     | Inscrits  | Partici- pation | Cantons pour | Cantons pour | Cantons contre | Cantons contre | Résultat |
| Question                            | Votes     | %    | Votes     | %      | Invalide/ blanc | Total     | Inscrits  | Partici- pation | Entiers      | Demi         | Entiers        | Demi           | Résultat |
| ----------------------------------- | --------- | ---- | --------- | ------ | --------------- | --------- | --------- | --------------- | ------------ | ------------ | -------------- | -------------- | -------- |
| Suppression du service militaire    | 644,985   | 26.8 | 1,762,811 | 73.2   | 32,740          | 2,440,536 | 5,194,150 | 47.0            | 0            | 0            | 20             | 6              | Rejetée  |
| Loi sur les épidémies               | 1,395,607 | 59.0 | 968,078   | 41.0   | 65,302          | 2,428,987 | 5,194,150 | 46.76           |              |              |                |                | Acceptée |
| Loi sur les aires routières         | 1,345,662 | 56.7 | 1,025,817 | 43.3   | 57,956          | 2,429,435 | 5,194,150 | 46.77           | Acceptée     |              |                |                |          |
| Source: Gouvernement Suisse 1, 2, 3 |           |      |           |        |                 |           |           |                 |              |              |                |                |          |

## Mois de novembre
Le 24 novembre 2013, trois objets sont soumis à la votation : deux initiatives populaires et un référendum.
1. L'Initiative populaire « 1:12 - Pour des salaires équitables »
  - L'initiative propose d'ajouter un article 110a à la Constitution fédérale interdisant, dans une même entreprise, que le salaire le plus élevé ne puisse être plus de douze fois supérieur au salaire le plus bas.
2. L'Initiative populaire « Initiative pour les familles : déductions fiscales aussi pour les parents qui gardent eux-mêmes leurs enfants »
  - L'initiative propose d'ajouter un alinéa 4 à l'article 129 de la Constitution fédérale précisant que « les parents qui gardent eux-mêmes leurs enfants doivent bénéficier d'une déduction fiscale au moins égale à celle accordée aux parents qui confient la garde de leurs enfants à des tiers ».
3. Un référendum portant modification de la loi fédérale concernant la redevance pour l'utilisation des routes nationales (Loi sur la vignette autoroutière, LVA)
  - La modification de la loi sur la Vignette automobile prévoit un relèvement du prix de la vignette annuelle, qui passera de 40 à 100 francs suisses, ainsi que la création d’une vignette de deux mois, qui coûtera 40 francs. Les recettes supplémentaires financeront l’exploitation, l’entretien et l’aménagement des quelque 400 km de routes cantonales qui seront transférés dans le réseau des routes nationales[5].

### Résultats
| Question                                      | Pour      | Pour | Contre    | Contre | Invalide/ blanc | Total     | Inscrits  | Partici- pation | Cantons pour | Cantons pour | Cantons contre | Cantons contre | Résultat |
| Question                                      | Votes     | %    | Votes     | %      | Invalide/ blanc | Total     | Inscrits  | Partici- pation | Entiers      | Demi         | Entiers        | Demi           | Résultat |
| --------------------------------------------- | --------- | ---- | --------- | ------ | --------------- | --------- | --------- | --------------- | ------------ | ------------ | -------------- | -------------- | -------- |
| Ratio limitant sur les salaires               | 954,787   | 34.7 | 1,796,930 | 65.3   | 39,365          | 2,791,082 | 5,203,973 | 53.63           | 0            | 0            | 20             | 6              | Rejetée  |
| Déduction fiscale pour les parents à domicile | 1,139,670 | 41.5 | 1,604,491 | 58.5   | 44,564          | 2,788,725 | 5,203,973 | 53.59           | 2            | 1            | 18             | 5              | Rejetée  |
| Augmentation de la vignette                   | 1,087,368 | 39.5 | 1,662,748 | 60.5   | 39,935          | 2,790,051 | 5,203,973 | 53.61           |              |              |                |                | Rejetée  |
| Source: Gouvernement Suisse 1, 2, 3           |           |      |           |        |                 |           |           |                 |              |              |                |                |          |